# Chmeliwka (obwód kijowski)
Chmeliwka (ukr. Хмелівка) – wieś na Ukrainie, w obwodzie kijowskim, w rejonie białocerkiewskim, w hromadzie Tetyjów. W 2001 liczyła 403 mieszkańców, wśród których 402 wskazało jako ojczysty język ukraiński, a 1 rosyjski.